# Ludwików (powiat lipski)
Ludwików – wieś sołecka w Polsce położona w województwie mazowieckim, w powiecie lipskim, w gminie Sienno.
| SIMC    | Nazwa         | Rodzaj    |
| ------- | ------------- | --------- |
| 1054400 | Mały Kadłubek | część wsi |

W latach 1975–1998 miejscowość należała administracyjnie do województwa radomskiego. 
Mieszkańcy zajmują się rolnictwem, organiczną uprawą z wykorzystaniem ekologicznych sposobów ochrony roślin. 
Główne uprawy to sady owocowe: wiśni, aronii, maliny, jabłka oraz porzeczki. Wieś liczy około 600 ha, z tego około 80% to areały sadownicze. Tereny obfitują w gleby wysokiej jakości. 
Wysoko rozwinięta flora i fauna oraz doskonały mikroklimat sprzyjają wycieczkom krajoznawczym. Ostry klimat sprzyja ozdrowieniom ludzi chorujących na choroby układu oddechowego. 
W okresie rozbiorów, po trzecim rozbiorze Polski, teren dzisiejszej wsi Ludwików, został włączony do Galicji Zachodniej. Zabór austriacki trwał od 1795 roku do 1807 roku. Następnie, wieś została włączona do Księstwa Warszawskiego w ówczesnym powiecie soleckim. W podziale administracyjnym Królestwa Polskiego z 1816 roku wieś należała do województwa sandomierskiego z siedzibą w Radomiu. W tym okresie Ludwików znany był pod nazwą Mały Kadłubek. Ostatnie wzmianki o starej nazwie wsi pojawiają się na inskrypcji zabytkowego krzyża wystawionego przez mieszkańców wsi w 1908 roku, która głosi  Na cześć i Chwałę Bogu ten Krzyż wystawili Mieszkańcy Małego Kadłubka Franciszek i Piotr Gałki, Ignacy Kaczor, Aleksander Pastuszka. Po pierwszej wojnie światowej wieś znana była już pod dzisiejsza nazwą-Ludwików. 
Wierni Kościoła rzymskokatolickiego należą do parafii Matki Boskiej Częstochowskiej w Gozdawie.